# Mark Kelly (astronaut)
Mark Edward Kelly (* 21. února 1964 Orange, New Jersey) je americký politik a bývalý astronaut NASA. Od roku 2020 je senátorem za stát Arizona.

## Americké námořnictvo
Od roku 1987 Kelly působil jako bojový pilot amerického námořnictva. V rámci operace Pouštní bouře byl zapojen do bojových misí v Perském zálivu. Působil na letadlové lodi USS Midway, odkud se účastnil 39 vojenských misí.

## Lety do vesmíru
Pilotoval mise STS-108, STS-121 a byl velitelem mise STS-124. Zúčastnil se mise STS-134 s raketoplánem Endeavour jako velitel. Původně nominovaný Timothy Kopra byl po pádu z kola vyřazen.

## Politika
Kelly je členem Demokratické strany, za niž v roce 2020 kandidoval do doplňovacích senátních voleb poté, co o dva roky dříve zemřel dosavadní republikánský senátor John McCain. Ve volbách nakonec uspěl, když těsně porazil dosavadní guvernérem jmenovanou senátorku Marthu McSallyovou.

## Rodina
Od listopadu 2007 je ženatý s americkou političkou Gabriellou Giffordsovou, kongresmankou Sněmovny reprezentantů, jež se 8. ledna 2011 stala terčem atentátu, který přežila. Jeho dvojče Scott Kelly je také astronaut NASA, který dokončil roční experiment na Mezinárodní vesmírné stanici.